# Mohale-Talsperre
Die Mohale-Talsperre (englisch: Mohale Dam) ist die zweitgrößte Talsperre in Lesotho. Sie liegt am Senqunyane, einem Nebenfluss des dort Senqu genannten Oranje. Als Teil des „Lesotho Highlands Water Project“ (LHWP) ist sie die zweite von fünf geplanten Talsperren, die vor allem Wasser nach Südafrika liefern sollen.

## Geschichte
Die Mohale-Talsperre wurde zwischen 1998 und 2001 von den Firmen Concor, Hochtief und Impregilo gebaut. Die Talsperre ist nach dem Ort Mohale benannt, der im Zuge der Konstruktion des Staudamms errichtet wurde und einige Kilometer südwestlich der Sperre liegt. Dieser wiederum ist nach dem früheren morena Mohale benannt.

## Geographie
Die Talsperre liegt rund 80 Kilometer östlich der Hauptstadt Maseru in den Distrikten Maseru und Thaba-Tseka. Nordöstlich der Mohale-Talsperre liegt die Katse-Talsperre, die ebenfalls zum LHWP gehört. Zu ihr führt eine 32 Kilometer lange unterirdische Rohrleitung mit einem Durchmesser von 4,5 Metern, durch die das Wasser schließlich bis in die südafrikanische Provinz Gauteng um Johannesburg geleitet wird.
Der Staudamm besteht aus in der Nähe abgebautem Basalt-Bruchstein, der mit einer Betonschicht überzogen wurde („CFR-Staudamm“). Auf der Talseite des Staudamms verläuft eine zickzackförmige Straße zur Krone. Über eine Überlaufrinne können bis zu 2500 m³ Wasser pro Sekunde abgelassen werden. Der Wasserspiegel liegt 2075 Meter über dem Meeresspiegel.
Von Maseru aus führen asphaltierte Straßen bis zur Talsperre. Über einige Ausbuchtungen des Sees führen Brücken. Auf dem Stausee finden regelmäßig Ausflugsfahrten mit einem Motorschiff statt.